# André Louis Fort
André Louis Fort (Chalon-sur-Saône, 20 settembre 1935 – 19 agosto 2025) è stato un vescovo cattolico francese.

## Biografia
Monsignor André Louis Fort è nato a Chalon-sur-Saône il 20 settembre 1935.

### Formazione e ministero sacerdotale
Ha compiuto gli studi secondari presso il seminario minore di Rimont, nella diocesi di Autun, e quelli superiori e teologici nel seminario maggiore diocesano. Si è laureato in scienze naturali all'Università della Borgogna. Ha poi conseguito la licenza in teologia presso la Pontificia Università Gregoriana. Ha anche seguito dei corsi all'Istituto per la formazione degli educatori del clero di Parigi.
L'8 aprile 1962 è stato ordinato presbitero per la diocesi di Autun. In seguito è stato professore nel seminario minore di Rimont dal 1962 al 1967; direttore del Foyer Saint Paul di Chalon, professore alla scuola "La Colombière", assistente ecclesiastico al Liceo tecnico di Chalon e delegato episcopale per i seminaristi maggiori dal 1967 al 1973; rettore del seminario maggiore interdiocesano di Digione dal 1973 al 1981, parroco della parrocchia di San Pietro a Mâcon dal 1981 al 1984 e direttore e superiore del seminario di Paray-le-Monial dal 1984 alla nomina episcopale.

### Ministero episcopale
Il 18 febbraio 1995 papa Giovanni Paolo II lo ha nominato vescovo coadiutore di Perpignano-Elne. Ha ricevuto l'ordinazione episcopale il 9 luglio successivo dall'arcivescovo-vescovo di Perpignano-Elne Jean-Berchmans-Marcel-Yves-Marie-Bernard Chabbert, co-consacranti il vescovo di Autun Raymond Gaston Joseph Séguy e quello di Cahors Maurice-Adolphe Gaidon. Il 16 gennaio 1996 è succeduto alla medesima sede.
Il 28 novembre 2002 papa Giovanni Paolo II lo ha nominato vescovo di Orléans. Ha preso possesso della diocesi il 5 gennaio successivo.
In seno alla Conferenza episcopale di Francia è stato membro della commissione per la catechesi e il catecumenato e del consiglio per la comunicazione.
Il 27 luglio 2010 papa Benedetto XVI ha accettato la sua rinuncia al governo pastorale della diocesi per raggiunti limiti di età.
Nel 2016 tre vittime di padre Pierre Castelet, già cappellano degli Scout d'Europa e parroco di Lorris, hanno presentato una denuncia contro monsignor Fort per non aver denunciato le violenze sessuali del prete. La loro denuncia è stata archiviata per avvenuta prescrizione, visto che i fatti avrebbero avuto luogo nel luglio del 1993. Monsignor Fort è stato però sentito come testimone.
Nel giugno del 2017 è stato incriminato dalla Procura della Repubblica di Orléans per non aver denunciato atti di pedofilia. È il primo vescovo perseguito per fatti di questo tipo dopo Pierre Auguste Gratien Pican, condannato nel settembre del 2001. Nel giugno del 2018 è stato rinviato a giudizio per questi fatti. Il 30 ottobre successivo il procuratore generale Nicolas Bessone ha chiesto una condanna a un anno di carcere con mandato di arresto e che tale verdetto fosse "un elettroshock per la Chiesa di Francia colpita dai casi di abusi del clero". Il 22 novembre è stato condannato a otto mesi di reclusione con sospensione della pena.

## Opinioni

### Sulla presa di posizione dei cattolici
Nel gennaio del 2008 ha dichiarato: "I cattolici non devono imporre il loro punto di vista sulla popolazione, ma d'altra parte devono far sentire chiaramente le loro convinzioni" e "so, naturalmente, che prendendo una posizione pubblica, avrò persone che approvano e altre che protestano, ma [...] è mio dovere esprimere chiaramente il mio disaccordo".

### Sull'aborto
Nel 2008 ha sostenuto pubblicamente la 4ª Marcia per la Vita, un evento pro-vita che ha avuto luogo a Parigi il 20 gennaio 2008. Ha incoraggiato "tutti coloro che hanno cuore a combattere la banalizzazione e la moltiplicazione degli aborti e la riduzione allo stato di oggetto dell'essere umano nelle prime fasi della vita". Ha anche detto: "Come vescovo, fa parte della mia missione, sottoscrivo pienamente la civiltà difesa da papa Giovanni Paolo II che affronta la cultura della morte. Per distinguere la contraccezione dall'aborto basta considerare che ognuno di noi è vivo oggi solo perché ha ricevuto un benvenuto e un rispetto assoluto fin dai primi momenti della sua esistenza".

### Nell'anno della solidarietà
In un messaggio del novembre del 2007 per l'anno di solidarietà 2007-2008 ha invitato tutti a farsi coinvolgere "in un approccio personale per aiutare le persone che nel vostro edificio e nel vostro quartiere conoscono delle prove".

### Sulla revoca della scomunica dei vescovi lefebvriani
Monsignor Fort ha accolto positivamente la revoca della scomunica ai quattro vescovi consacrati a Ecône il 30 giugno 1988 da monsignor Marcel Lefebvre aggiungendo che "la riconciliazione può essere fatto solo nel rispetto reciproco e nella fedeltà comune alla tradizione autentica della Chiesa e del Concilio Vaticano II". Ha comunque chiesto la condanna delle posizioni negazioniste dell'Olocausto del vescovo Richard Williamson diffuse poco dopo la revoca della scomunica. Ha anche aderito a un comitato di sostegno per una petizione di sostegno a papa Benedetto XVI.

### Sull'efficacia dei preservativi nella lotta contro l'AIDS
In seguito alle critiche rivolte a papa Benedetto XVI, che aveva affermato che la sola distribuzione di preservativi non può rispondere alla pandemia di AIDS, venerdì 27 marzo su Radio CBC "France Bleu Orleans" monsignor Fort ha affermato che, secondo lui, è sbagliato dire, date le dimensioni di questo virus, che i preservativi proteggono al 100 % dall'AIDS.
A mezzogiorno, in una dichiarazione pubblicata sul sito web della diocesi, ha ammesso "di aver commesso l'errore di parlare in base ad affermazioni contenute in precedenti studi sulla permeabilità del preservativo". Ha notato le dichiarazioni di esperti specialisti che attribuiscono questi fallimenti ad altre cause. Ha però detto di aver fatto affidamento su "un articolo pubblicato il 22 marzo da un quotidiano nazionale che ha informato di uno studio che indicava che il preservativo era affidabile solo nel 97% nelle migliori condizioni d'uso e nell'87% dei casi nelle condizioni comuni presenti in Africa".
Tuttavia, ha riaffermato la sua convinzione che i preservativi non possono essere la soluzione miracolosa per combattere l'AIDS.

## Genealogia episcopale
La genealogia episcopale è:
- Cardinale Scipione Rebiba
- Cardinale Giulio Antonio Santori
- Cardinale Girolamo Bernerio, O.P.
- Arcivescovo Galeazzo Sanvitale
- Cardinale Ludovico Ludovisi
- Cardinale Luigi Caetani
- Cardinale Ulderico Carpegna
- Cardinale Paluzzo Paluzzi Altieri degli Albertoni
- Papa Benedetto XIII
- Papa Benedetto XIV
- Papa Clemente XIII
- Cardinale Giovanni Francesco Albani
- Cardinale Carlo Rezzonico
- Cardinale Antonio Dugnani
- Arcivescovo Jean-Charles de Coucy
- Cardinale Gustave-Maximilien-Juste de Croÿ-Solre
- Vescovo Charles-Auguste-Marie-Joseph Forbin-Janson
- Cardinale François-Auguste-Ferdinand Donnet
- Vescovo Charles-Emile Freppel
- Cardinale Louis-Henri-Joseph Luçon
- Cardinale Charles-Henri-Joseph Binet
- Cardinale Maurice Feltin
- Cardinale Louis-Jean-Frédéric Guyot
- Arcivescovo Jean-Berchmans-Marcel-Yves-Marie-Bernard Chabbert, O.F.M.
- Vescovo André Louis Fort